# Scrimă la Jocurile Olimpice de vară din 1908
Probele de scrimă la Jocurile Olimpice de vară din 1908 s-au desfășurat în perioada 17–24 iulie la sala de scrimă din Expoziția Franco-Britanica la Londra în Marea Britanie. 131 de trăgători din 14 țări s-au prezentat la competiție. Nu a fost inclusă nici o probă feminină.

## Clasament pe medalii
| Loc | Țară                 | Aur | Argint | Bronz | Total |
| --- | -------------------- | --- | ------ | ----- | ----- |
| 1   | Franța (FRA)         | 2   | 1      | 1     | 4     |
| 2   | Ungaria (HUN)        | 2   | 1      | 0     | 3     |
| 3   | Marea Britanie (GBR) | 0   | 1      | 0     | 1     |
| 3   | Italia (ITA)         | 0   | 1      | 0     | 1     |
| 5   | Boemia (BOH)         | 0   | 0      | 2     | 2     |
| 6   | Belgia (BEL)         | 0   | 0      | 1     | 1     |

## Evenimente

### Masculin
| Probă           | Aur                                                                                        | Argint | Bronz |
| Spadă           | Gaston Alibert · Franța (FRA)                                                              | Alexandre Lippmann · Franța (FRA)                                                                                    | Eugène Olivier · Franța (FRA)                                                                                                |
| Spadă pe echipe | Franța (FRA) · Gaston Alibert · Herman Georges Berger · Charles Collignon · Eugène Olivier | Marea Britanie (GBR) · Charles Leaf Daniell · Cecil Haig · Martin Holt · Robert Montgomerie                          | Belgia (BEL) · Paul Anspach · Desire Beaurain · Ferdinand Feyerick · François Rom                                            |
| Sabie           | Jenő Fuchs · Ungaria (HUN)                                                                 | Béla Zulawszky · Ungaria (HUN)                                                                                       | Vilém Goppold von Lobsdorf · Boemia (BOH)                                                                                    |
| Sabie pe echipe | Ungaria (HUN) · Jenő Fuchs · Oszkár Gerde · Péter Tóth · Lajos Werkner · Dezső Földes      | Italia (ITA) · Marcello Bertinetti · Riccardo Nowak · Abelardo Olivier · Alessandro Pirzio-Biroli · Sante Ceccherini | Boemia (BOH) · Vlastimil Lada-Sázavský · Vilém Goppold von Lobsdorf · Bedřich Schejbal · Jaroslav Šourek-Tuček · Otakar Lada |

## Țări participante
131 de scrimeri din 14 țări au participat:
- Africa de Sud (1)
- Austria (1)
- Belgia (18)
- Boemia (7)
- Canada (1)
- Danemarca (8)
- Franța (22)
- Germania (10)
- Italia (11)
- Marea Britanie (23)
- Olanda (13)
- Norvegia (1)
- Suedia (7)
- Ungaria (8)

## Legături externe
- Statistice Arhivat în 21 iulie 2016, la Wayback Machine. pe Sports Reference